# ستيفن ريتشاردز (مغني)
ستيفن ريتشاردز (بالإنجليزية: Stephen Richards)‏ هو مغني أمريكي، ولد في 16 أكتوبر 1977 في شيكاغو في الولايات المتحدة.